# Габдулхай Ахатов
Габдулхай Хурамович Ахатов (8 септември 1927, с. Старое Айманово, Татарска АССР, Руска СФСР, СССР - 25 ноември 1986, гр. Брежнев, Татарска АССР, Руска СФСР, СССР) е съветски водещ учен - филолог, езиковед, специалист по тюркска филология, професор (1970).
Ученият е автор на повече от 200 книги, статии и ръководства. Той е полиглот, владеейки повече от 20 езика.
Професор Абдулхай Ахатов е организатор и ръководител на няколко научни езикови диалектологични експедиции в Сибир, Централна Азия и други региони. През 1986 г. призовава международната общност на лингвистите да въведе компютризацията в работата си.
Присъдени са му медали, почетни дипломи и други награди.

## Научни трудове
- Ахатов Г. Х. Вопросы методики преподавания татарского языка в условиях восточного диалекта (монография). – Тобольск, 1958.
- Ахатов Г. Х. Язык сибирских татар. Фонетические особенности (монография). – Уфа, 1960.
- Ахатов Г. Х. Диалект западносибирских татар (монография). – Уфа, 1963.
- Ахатов Г. Х. Языковые контакты народов Поволжья и Урала (монография). – Уфа, 1970.
- Ахатов Г. Х. Фразеология (монография). – Уфа, 1972.
- Ахатов Г. Х. Лексика современного татарского языка (учебник для студентов вузов). – Уфа, 1975.
- Ахатов Г. Х. Диалект западносибирских татар в отношении к литературному языку (монография). – Уфа: изд-во БГУ, 1975.
- Ахатов Г. Х. Татарская диалектология. Диалект западно-сибирских татар (учебник для студентов вузов). – Уфа, 1977.
- Ахатов Г. Х. Татарская диалектология. Средний диалект (учебник для студентов вузов). – Уфа, 1979.
- Ахатов Г. Х. О составлении фразеологического словаря татарского языка (монография). – Уфа, 1979.
- Ахатов Г. Х. Лексикология современного татарского литературного языка (монография). – Казань, 1979.
- Ахатов Г. Х. Мишарский диалект татарского языка (учебник для студентов вузов). – Уфа, 1980.
- Ахатов Г. Х. Фразеологический словарь татарского языка. – Казань, 1982
- Ахатов Г. Х. Современный татарский литературный язык (монография). – Казань, 1982.
- Ахатов Г. Х. Антонимы и принципы создания первого в татарском языке словаря антонимов (монография). – Уфа, 1982.
- Ахатов Г. Х. Татарская диалектология (учебник для студентов вузов). – Казань, 1984.
- Ахатов Г. Х. Лексика татарского языка (учебное пособие для студентов вузов и колледжей). – Казань, 1995.

## Външни източници
- Професор Габдулхай Ахатов
- Works by Professor G. Kh. Akhatov / WorldCat
- Library of Congress of United States of America: Works by Professor G. Kh. Akhatov